# Río Valdavia
El río Valdavia, anteriormente conocido como río Abánades particularmente en su curso inferior, es un río español que nace en las estribaciones de la sierra del Brezo (monasterio de San Román de Entrepeñas) en Santibáñez de la Peña; transcurre por el valle de la Valdavia, al que da nombre, por pueblos como Congosto de Valdavia y Buenavista de Valdavia; recibe las aguas del río Boedo en Osorno; y entra en la provincia de Burgos para desembocar en el Pisuerga junto a Melgar de Fernamental.

## Etimología
Su nombre se compone de las palabras "valle" y "avia" o "abia" que aparece en la provincia de Palencia con el nombre de Abia de las Torres. El término "abia" o "avia" se da también en otros ríos como el Avión, afluente del Valdavia.
"Abia" o "avia" parece ser topónimo prerromano.